# La Ronge
La Ronge (Town of La Ronge) ist eine Kleinstadt im nördlichen Bereich der kanadischen Provinz Saskatchewan am Rand des Kanadischen Schilds. Die Gemeinde ist eine „northern municipality“ mit dem Status einer „nördlichen Kleinstadt“ (englisch Northern Town) und umgeben vom Northern Saskatchewan Administration District (NSAD). La Ronge grenzt nach Südwesten an Air Ronge und ist die wichtigste Stadt in der Saskatchewan Census Division No. 18, die den gesamten Norden der Provinz statistisch abbildet.
Der Name der Stadt folgt dem des angrenzenden Sees Lac la Ronge und ist vermutlich der von den Franzosen vorgefundenen ausgiebigen Biberaktivitäten abzuleiten. Die Gemeinde entstand Ende des 19. Jahrhunderts als hier die Lac La Ronge Residential School, eine Residential School deren Nachfolger bis 1997 bestanden, eröffnet wurde. 1976 erhielt der Ort Stadtrechte.
Mit dem Ausbau des Saskatchewan Highway 2 von Prince Albert 1947 wurde der Ort ein beliebtes Touristenziel zum Fischen. Das örtliche Team der La Ronge Ice Wolves spielt in der Saskatchewan Junior Hockey League Eishockey.
Bei den außer Kontrolle geratenen Waldbränden in Kanada 2025 ist die Region um die Stadt schwer betroffen und es besteht eine Evakuierungsanordnung für alle Bewohner.

## Demografie
Der Zensus im Jahr 2016 ergab für die Kleinstadt eine Bevölkerungszahl von 2688 Einwohnern, nachdem der Zensus im Jahr 2011 für die Gemeinde eine Bevölkerungszahl von noch 2743 Einwohnern ergeben hatte. Die Bevölkerung hat damit im Vergleich zum letzten Zensus im Jahr 2011 deutlich entgegen dem Trend in der Provinz um 2,0 % abgenommen, während der Provinzdurchschnitt bei einer Bevölkerungszunahme von 6,3 % lag. Im Zensuszeitraum von 2006 bis 2011 hatte die Einwohnerzahl in der Gemeinde noch stärker und deutlicher entgegen dem Provinzdurchschnitt um 15,4 % zugenommen, während die Gesamtbevölkerung in der Provinz um 6,7 % zunahm.
Das Medianalter der Bevölkerung ist in La Ronge von 30,2 Jahren im Jahr 2011 auf 29,6 Jahre im Jahr 2016 gesunken, während es im Provinzdurchschnitt von 38,2 Jahren im Jahr 2011 auf 37,8 Jahre im Jahr 2016 gesunken ist.